# Ampelisca rubella
Ampelisca rubella is een vlokreeftensoort uit de familie van de Ampeliscidae. De wetenschappelijke naam van de soort is voor het eerst geldig gepubliceerd in 1864 door A. Costa.